# زیدیه جارودیه
زیدیه جارودیه یا به اختصار جارودیه یکی از شاخه‌های شیعه زیدیه است. این فرقه از پیروان ابوالجارود حمدانی ملقب به ابی جارود (متوفای ۱۵۰ یا ۱۶۰ ه) هستند. جارودیه به خلفای ثلاثه اعتقادی نداشتند و در این مورد هیچ‌گونه تسامحی را جایز نمی‌شمردند. شیخ مفید با توجه به اعتقاد جارودیه دربارۀ امامت، علاوه بر امامیان، جارودیه را نیز شایستۀ نام شیعه دانسته است.
عقاید جارودیه دربارهٔ امام به شرح زیر است:
1. امامت پس از حسین بن علی به فرزندان حسن بن علی و حسین بن علی اختصاص دارد و دیگر فرزندان علی بن ابی‌طالب از آن نصیبی ندارند، و فرزندان فاطمه زهرا در این امر شریکند و هر یک از آنان که قیام کند و مردم را به بیعت با خود دعوت کند، امام خواهد بود، و در این صورت دیگران حق مخالفت با او را ندارند.
2. امامان همگی از علم لدنی برخوردارند، لذا کوچک و بزرگ آنها دارای یک مرتبه‌اند، و همه آنان به آنچه پیامبر از جانب خدا آورده‌است آگاهند.
3. علی بن ابی‌طالب از جانب محمد به امامت منصوب شده بود، البته نه به اسم، بلکه به وصف، و مسلمانان در شناخت وصف او کوتاهی کرده و با انتخاب ابوبکر به جانشینی پیامبر، کافر گردیدند.[۲]

جارودیه دربارهٔ آخرین امام سه دسته شدند: گروهی از آنان محمد بن عبدالله بن حسن (معروف به نفس زکیه) را آخرین امام دانستند و گفتند او نمرده‌است و قیام خواهد کرد، و گروهی دیگر محمد بن قاسم (صاحب طالقان) را و گروه سوم یحیی بن عمر (فرزند حسین بن زید بن علی) را امام دانستند.
علاوه بر این فرق عده‌ای به نام غلاه یا گزافه گویان معروفند، زیرا امامان را به حد خدایی رسانده یا چیزهایی که در اسلام حرام است روا می‌دارند یا واجبات را به جا نمی‌آورند.
از رجال مشهور زیدیهٔ جارودیه می‌توان به فضیل الرسان، ابوخالد واسطی، عمرو بن خالد و احمد بن محمد بن سعید معروف به «ابن عقده» اشاره کرد.